# Vance, Mississippi
Vance är en oinkorporerad ort belägen på gränsen mellan Quitman och Tallahatchie counties i Mississippi. Orten är uppkallad efter kaptenen Calvin Brooks Vance {1842-1926).

## Personer från Vance
- Bluespianisten Albert Luandrew, känd som Sunnyland Slim, föddes på en farm nära Vance 1906 och bodde här till 1925.
- John Lee Hooker uppgav att han föddes mellan Clarksdale och Vance 1917. Ett minnesmärke över Hooker har rests som en del av Mississippi Blues Trail.[1]

## Övrigt
Vance, Mississippi är ett musikalbum från 2016 av Jake Calypso och Archie Lee Hooker (John Lee Hookers brorson).

## Galleri

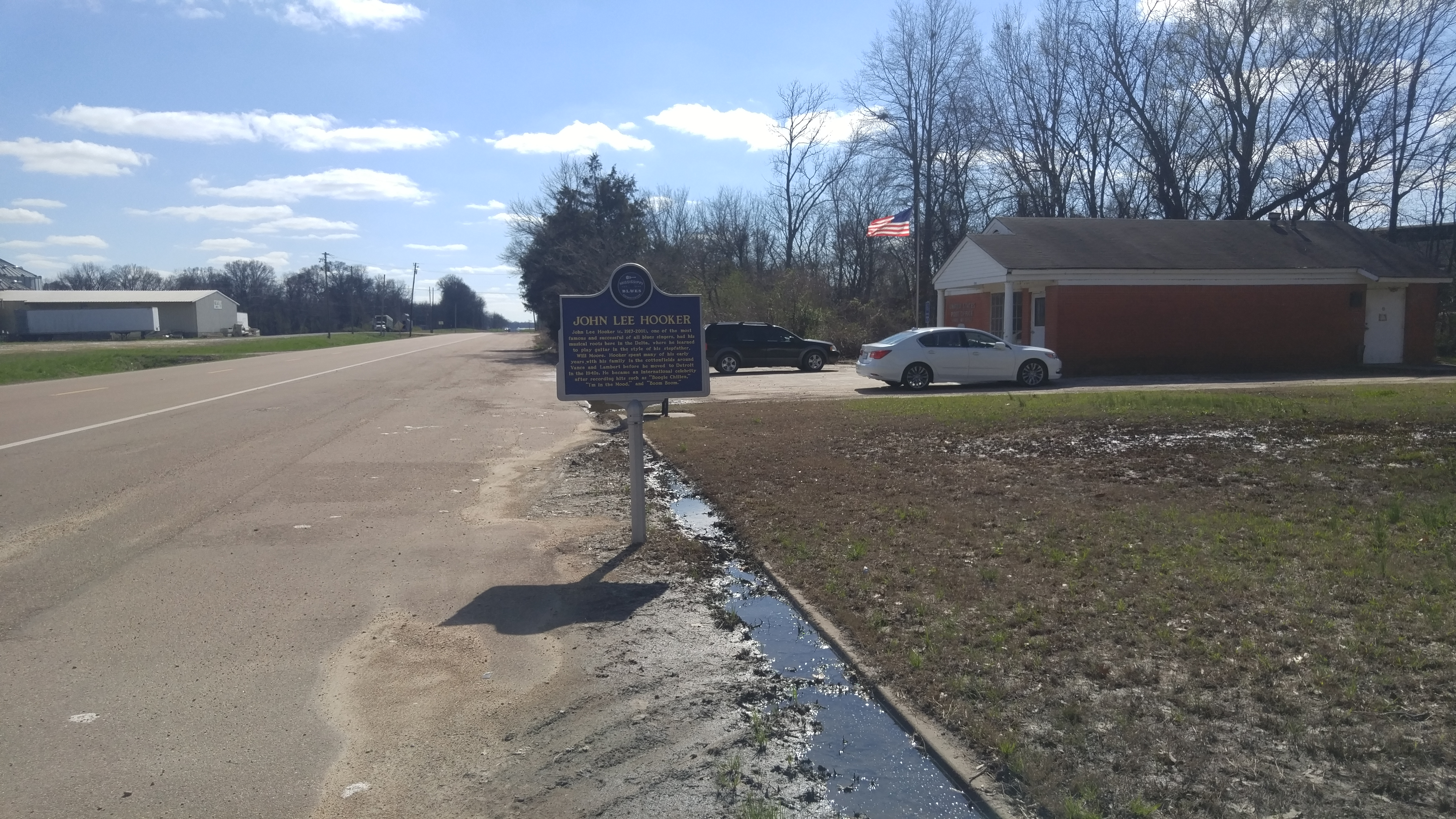
Minnestavlan (baksidan) över John Lee Hooker
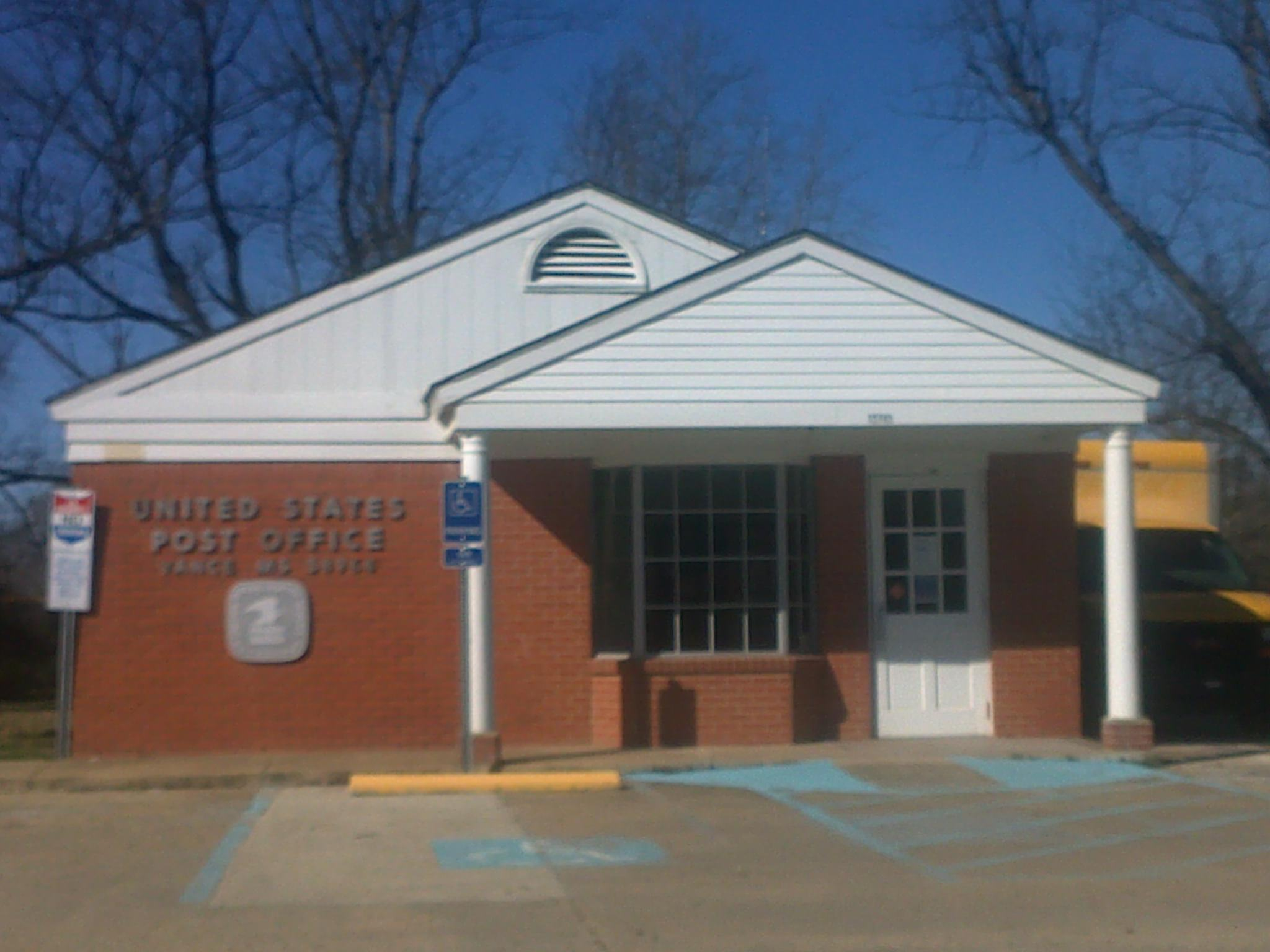
Postkontoret i Vance
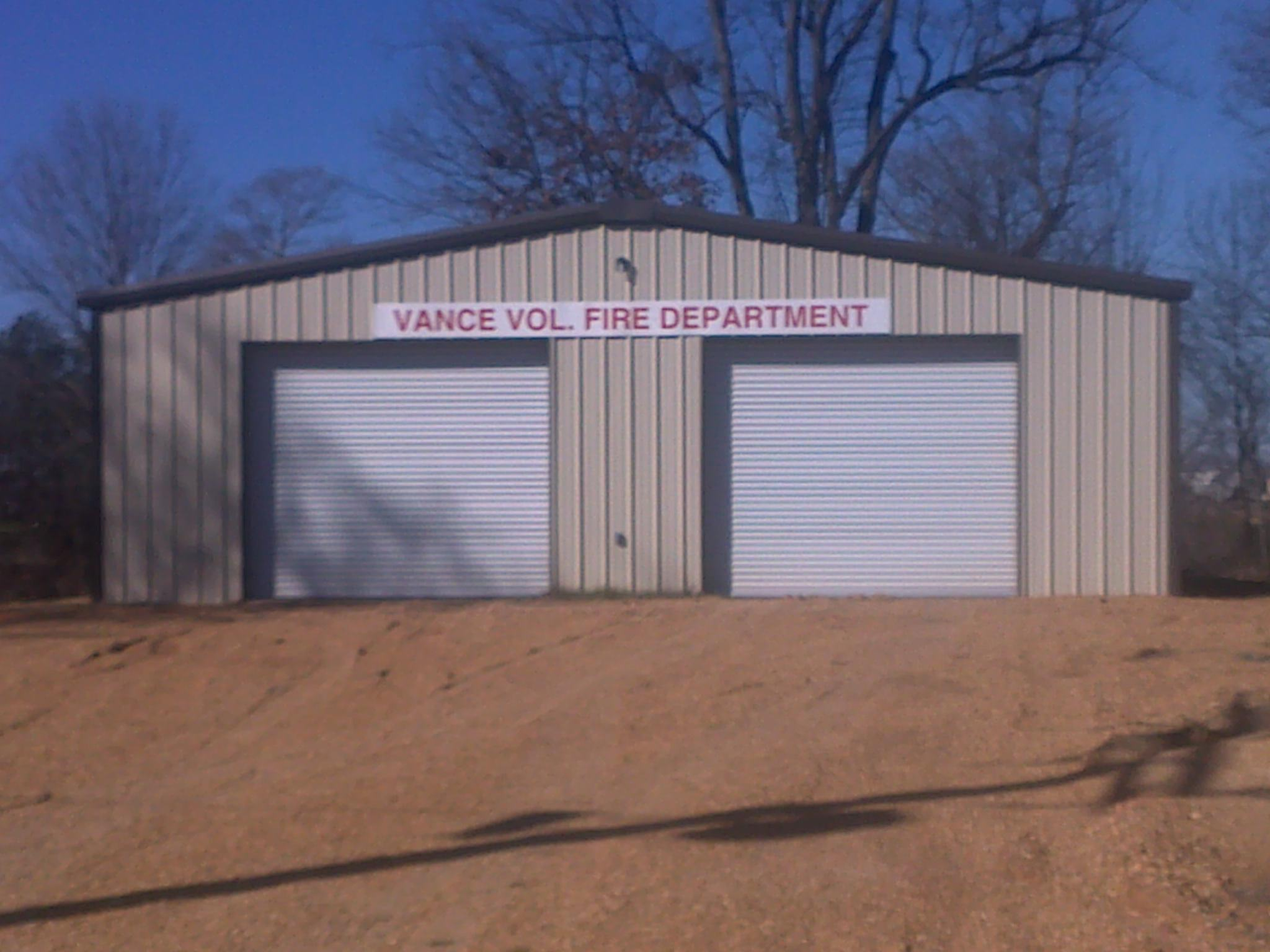
Den frivilliga brandkåren i Vance